# RPL39
RPL39 (англ. Ribosomal protein L39) – білок, який кодується однойменним геном, розташованим у людей на X-хромосомі. Довжина поліпептидного ланцюга білка становить 51 амінокислот, а молекулярна маса — 6 407.
| 10         |  | 20         |  | 30         |  | 40         |  | 50         |
| ---------- |  | ---------- |  | ---------- |  | ---------- |  | ---------- |
| MSSHKTFRIK |  | RFLAKKQKQN |  | RPIPQWIRMK |  | TGNKIRYNSK |  | RRHWRRTKLG |
| L          |  |            |  |            |  |            |  |            |

A: Аланін

F: Фенілаланін

G: Гліцин

H: Гістидин

I: Ізолейцин

K: Лізин

L: Лейцин

M: Метіонін

N: Аспарагін

P: Пролін

Q: Глутамін

R: Аргінін

S: Серин

T: Треонін

W: Триптофан

Кодований геном білок за функціями належить до рибонуклеопротеїнів, рибосомних білків.